# جون نايت (لاعب كرة قدم)
جون نايت (بالإنجليزية: John Knight)‏ (18 أغسطس 1902 في المملكة المتحدة - 1990) هو لاعب كرة قدم بريطاني (وحمل سابقاً جنسية المملكة المتحدة لبريطانيا العظمى وأيرلندا) في مركز الدفاع. لعب مع توتنهام هوتسبير وCorinthian F.C. ‏ وCasuals F.C. ‏.